# Les Mondes de verre
 (mars 2020).
Si vous disposez d'ouvrages ou d'articles de référence ou si vous connaissez des sites web de qualité traitant du thème abordé ici, merci de compléter l'article en donnant les références utiles à sa vérifiabilité et en les liant à la section « Notes et références ».
Les Mondes de verre (titre original : Glasslands) est un roman de science-fiction écrit par Karen Traviss, publié en 2011, se situant dans l'univers de Halo. Il marque le début d'une trilogie intitulée Kilo-5 dont le deuxième volume s'intitule Le Baptême du feu.
La trilogie Kilo-5 a été écrite par l'auteur qui a également repris brillamment la série Gears of War en littérature, ainsi que quelques livres de l'univers Star Wars. Toutefois, l'histoire se déroule après le roman "Les Fantômes d'Onyx" et implique l'existence d'un monde forerunner caché dans une autre dimension temporelle, accessible par l'entrée située sur la planète des Spartans de troisième génération. À l'intérieur, le docteur Halsey, l'adjudant-chef Mendez et les Spartans découvrent les Ingénieurs, des êtres qui attendent leurs maîtres depuis des siècles. Au cours de leur exploration, Halsey et Mendez règlent également leurs comptes.

## Résumé
Après la chute de l'alliance Covenant, une révolte se prépare sur les terres de l'Arbiter, menaçant de le renverser. Les humains créent alors l'équipe Kilo-5, composée d'une intelligence artificielle, de Spartans et d'Helljumpers, dans le but de maintenir le chaos en secret sur Sanghelios, malgré l'annonce officielle de la paix avec l'Arbiter, afin d'éviter une nouvelle guerre.